# Elezioni federali in Svizzera del 2007
Le elezioni federali in Svizzera del 2007 si sono tenute il 21 ottobre. Esse hanno visto la vittoria dell'Unione Democratica di Centro.

## Risultati

### Consiglio Nazionale
| Liste  | Liste                                 | Voti      | %     | Seggi |
| ------ | ------------------------------------- | --------- | ----- | ----- |
|        | Unione Democratica di Centro          | 666 723   | 28,61 | 62    |
|        | Partito Socialista Svizzero           | 450 308   | 19,32 | 43    |
|        | Partito Liberale Radicale             | 363 060   | 15,58 | 31    |
|        | Partito Popolare Democratico          | 333 527   | 14,31 | 31    |
|        | Partito Ecologista Svizzero           | 220 785   | 9,47  | 20    |
|        | Partito Evangelico Svizzero           | 56 362    | 2,42  | 2     |
|        | Partito Liberale Svizzero             | 42 356    | 1,82  | 4     |
|        | Partito Verde Liberale della Svizzera | 33 104    | 1,42  | 3     |
|        | Unione Democratica Federale           | 29 549    | 1,27  | 1     |
|        | Partito del Lavoro                    | 16 649    | 0,71  | 1     |
|        | Lega dei Ticinesi                     | 13 031    | 0,56  | 1     |
|        | Democratici Svizzeri                  | 12 342    | 0,53  | –     |
|        | Partito Cristiano Sociale             | 9 985     | 0,43  | 1     |
|        | Solidarietà                           | 8 670     | 0,37  | 1     |
|        | Lista Alternativa                     | 4 582     | 0,20  | –     |
|        | Partito Svizzero della Libertà        | 2 292     | 0,10  | –     |
|        | Altri                                 | 40 776    | 1,75  | –     |
| Totale | Totale                                | 2 330 383 | 100   | 200   |

### Consiglio degli Stati
| Liste | Seggi | +/- |
| ----- | ----- | --- |
| PPD   | 15    | 0   |
| PLR   | 12    | -2  |
| PSS   | 9     | 0   |
| UDC   | 7     | -1  |
| Verdi | 2     | +2  |
| PVL   | 1     | +1  |